# Симоне, Диего
Диего Эстебан Симоне Мольдес (исп. Diego Esteban Simonet Moldes; род. 26 декабря 1989 года, Буэнос-Айрес) — аргентинский гандболист, выступает за французский клуб «Монпелье» и сборную Аргентины. Участник Олимпийских игр 2012, 2020 и 2024 годов.

## Карьера
Клубная
Диего Симоне начинал играть в гандбол во Аргентине, где играл за аргентинский и бразильский клубы . В 2009 году, Диего Симоне переехал в Испанию где 2 сезона выступал за клуб Торревьеха.
В 2011 году, Диего Симоне перешёл в французский клуб Иври. В первом же сезоне Иври играл в финале кубка Франции. В 2013 году, Диего Симоне переходит в клуб Монпелье. Диего Симоне вместе с клубом выиграл 2 раза Кубок французской лиги в 2014 и 2016 году и кубок Франции в 2016 года.
В сборной
Диего Симоне играет за сборную Аргентину. За сборную Симоне сыграл 137 матче и забил 429 мячей.

## Награды
- Кубок французской лиги: 2014, 2016
- Кубок Франции: 2016
- Победитель лиги чемпионов ЕГФ: 2018
- Лучший центральный полусредний: 2014[1]

## Личная жизнь
У Диего Симоне есть 2 брата, Себастиан и Пабло, также профессиональные гандболисты. Себастиан Симоне выступает за испанский клуб Адемар Леон, а Пабло Симоне выступает за испанский клуб Бенидорм.

## Статистика
Статистика Диего Симоне сезона 2018/19 указана на 16.1.2019.
| Сезон        | Клуб     | Лига           | Матчи | Голы | 7-метр | Голы |
| ------------ | -------- | -------------- | ----- | ---- | ------ | ---- |
| 2011/12      | Иври     | LNH Division 1 | 15    | 66   | 0      | 66   |
| 2012/13      | Иври     | LNH Division 1 | 23    | 81   | 0      | 81   |
| 2013/14      | Монпелье | LNH Division 1 | 26    | 112  | 5      | 107  |
| 2014/15      | Монпелье | LNH Division 1 | 24    | 95   | 0      | 95   |
| 2015/16      | Монпелье | LNH Division 1 | 11    | 33   | 0      | 33   |
| 2016/17      | Монпелье | LNH Division 1 | 18    | 34   | 0      | 34   |
| 2017/18      | Монпелье | LNH Division 1 | 23    | 57   | 0      | 57   |
| 2018/19      | Монпелье | LNH Division 1 | 5     | 14   | 0      | 14   |
| 2011–по н.в. | Итого    | LNH Division 1 | 145   | 492  | 5      | 487  |